# کودریاشوف
کودریاشوف (قزاقی: Кудряшов) یک منطقه مسکونی در قزاقستان است که در استان آتیرائو واقع شده‌است.